# Biathlon ai XXI Giochi olimpici invernali - 12,5 km partenza in linea femminile
La gara dei 12,5 km partenza in linea femminile nel biathlon ai XXI Giochi olimpici invernali si disputò nella giornata del 21 febbraio nella località di Whistler sul comprensorio sciistico del Whistler Olympic Park.
Campionessa olimpica uscente era la svedese Anna Carin Olofsson, che conquistò l'oro nella precedente edizione di Torino 2006 sopravanzando nell'ordine le tedesche Kati Wilhelm e Uschi Disl; detentrice del titolo iridato di Pyeongchang 2009 era la russa Ol'ga Zajceva.
La tedesca Magdalena Neuner vinse la medaglia d'oro, la russa Ol'ga Zajceva quella d'argento e l'altra tedesca Simone Hauswald quella di bronzo.
Il 18 dicembre 2017 il Comitato Olimpico Internazionale accertò una violazione delle normative antidoping compiuta da Teja Gregorin in occasione delle Olimpiadi di Vancouver, annullando di conseguenza i risultati ottenuti dalla sciatrice slovena.

## Risultati
| Pos. | Pett. | Atleta               | Nazione     | Tempo   | Penalità (P+P+S+S) | Ritardo |
| ---- | ----- | -------------------- | ----------- | ------- | ------------------ | ------- |
|      | 2     | Magdalena Neuner     | Germania    | 35:19.6 | 2 (1+0+1+0)        |         |
|      | 16    | Ol'ga Zajceva        | Russia      | 35:25.1 | 1 (0+0+1+0)        | +5.5    |
|      | 12    | Simone Hauswald      | Germania    | 35:26.9 | 2 (0+0+2+0)        | +7.3    |
| 4    | 13    | Ol'ga Medvedceva     | Russia      | 35:40.8 | 0 (0+0+0+0)        | +21.2   |
| DSQ  | 15    | Teja Gregorin        | Slovenia    | 35:49.0 | 1 (0+0+0+1)        | +29.4   |
| 6    | 7     | Dar″ja Domračava     | Bielorussia | 35:53.2 | 1 (0+0+1+0)        | +33.6   |
| 7    | 17    | Sandrine Bailly      | Francia     | 36:02.0 | 2 (0+0+2+0)        | +42.4   |
| 8    | 1     | Anastasija Kuz'mina  | Slovacchia  | 36:02.9 | 3 (1+1+1+0)        | +43.3   |
| 9    | 9     | Andrea Henkel        | Germania    | 36:13.5 | 1 (1+0+0+0)        | +53.9   |
| 10   | 8     | Helena Ekholm        | Svezia      | 36:15.9 | 2 (1+1+0+0)        | +56.3   |
| 11   | 19    | Ann Kristin Flatland | Norvegia    | 36:16.0 | 4 (0+2+1+1)        | +56.4   |
| 12   | 27    | Olena Pidhrušna      | Ucraina     | 36:22.8 | 2 (1+0+0+1)        | +1:03.2 |
| 13   | 11    | Anna Carin Olofsson  | Svezia      | 36:22.9 | 4 (1+1+1+1)        | +1:03.3 |
| 14   | 14    | Svetlana Slepcova    | Russia      | 36:23.3 | 3 (0+2+0+1)        | +1:03.7 |
| 15   | 6     | Marie-Laure Brunet   | Francia     | 36:39.5 | 3 (0+0+1+2)        | +1:19.9 |
| 16   | 5     | Marie Dorin          | Francia     | 36:40.9 | 1 (1+0+0+0)        | +1:21.3 |
| 17   | 20    | Ljudmila Kalinčyk    | Bielorussia | 36:55.2 | 1 (0+0+0+1)        | +1:35.6 |
| 18   | 3     | Tora Berger          | Norvegia    | 36:58.3 | 4 (1+0+1+2)        | +1:38.7 |
| 19   | 18    | Valentyna Semerenko  | Ucraina     | 37:12.5 | 3 (0+2+1+0)        | +1:52.9 |
| 20   | 24    | Krystyna Pałka       | Polonia     | 37:22.6 | 1 (1+0+0+0)        | +2:03.0 |
| 21   | 25    | Weronika Nowakowska  | Polonia     | 37:34.0 | 4 (1+2+1+0)        | +2:14.4 |
| 22   | 29    | Nadzeja Skardzina    | Bielorussia | 37:38.1 | 1 (0+0+0+1)        | +2:18.5 |
| 23   | 26    | Agnieszka Cyl        | Polonia     | 37:54.7 | 5 (0+1+2+2)        | +2:35.1 |
| 24   | 23    | Éva Tófalvi          | Romania     | 38:00.7 | 5 (0+1+2+2)        | +2:41.1 |
| 25   | 10    | Kati Wilhelm         | Germania    | 38:37.7 | 5 (1+3+1+0)        | +3:18.1 |
| 26   | 30    | Andreja Mali         | Slovenia    | 38:53.9 | 4 (0+2+0+2)        | +3:34.3 |
| 27   | 4     | Elena Chrustalëva    | Kazakistan  | 39:01.3 | 5 (2+2+1+0)        | +3:41.7 |
| 28   | 28    | Anna Maria Nilsson   | Svezia      | 39:05.8 | 4 (1+1+1+1)        | +3:46.2 |
| 29   | 21    | Oksana Chvostenko    | Ucraina     | 39:11.0 | 3 (0+2+1+0)        | +3:51.4 |
| 30   | 22    | Anna Bulygina        | Russia      | 39:17.2 | 8 (4+1+2+1)        | +3:57.6 |

Data: Domenica 21 febbraio 2010 

Ora locale: 13:00 

Pista: Whistler Olympic Park 

Legenda:
- DNS = non partita (did not start)
- DNF = prova non completata (did not finish)
- DSQ = squalificata (disqualified)
- Pos. = posizione
- P = a terra
- S = in piedi